# Johannes Crome
Martin Gustav Adolf Johannes „Hans“ Crome (* 9. Dezember 1900 in Hardegsen; † 9. Februar 1997 in Starnberg) war ein deutscher Oberst der Wehrmacht und zuletzt Brigadegeneral im Bundesnachrichtendienst.

## Leben
Crome, Sohn eines Pastors, trat am 21. Juni 1918 beim Ersatzbataillon Infanterieregiment 79 in Hildesheim in das Deutsche Heer ein. Von September bis November 1918 war er im Fronteinsatz an der Westfront bei der 50. Reservedivision und danach bis Januar 1919 Musketier im Reserveinfanterieregiment 229.
Von 1920 bis 1923 war Crome landwirtschaftlicher Eleve auf dem Rittergut Helpensen bei Hameln.
Im Mai 1923 trat Crome beim Ausbildungsbataillon des Infanterieregiments 16 in Hannover in die Reichswehr ein, im Oktober 1923 zur 8. Kompanie versetzt und im April 1924 zur 11. Kompanie jenes Regiments kommandiert. Am 27. Juli 1924 wurde er zum Offizieranwärter ernannt und im August 1924 zur 6. Kompanie versetzt. Währenddessen besuchte er von März bis Oktober 1925 den 1. Lehrgang an der Infanterieschule in Ohrdruf und von März bis September 1926 den 2. Lehrgang. Am 1. Dezember 1926 wurde er zum Leutnant befördert und war von Dezember 1926 bis September 1931 Zugführer und Bataillonsnachrichtenoffizier im I. Bataillon des 1. Infanterie-Regiments in Königsberg. Währenddessen besuchte er von Oktober 1929 bis März 1930 den Nachrichtenlehrgang an der Nachrichtenschule Jüterbog (Artillerieschule Lehrgruppe D) und wurde am 1. Februar 1930 zum Oberleutnant befördert. Im Oktober 1934 wurde er Adjutant im III. Bataillons des Infanterieregiments 1 in Gumbinnen und war von Oktober 1934 bis August 1935 Adjutant im Infanterieregiment 1. Währenddessen absolvierte er von Oktober 1934 bis Mai 1935 die Vorbereitung auf die Wehrkreisprüfung im Wehrkreis I in Königsberg und wurde am 1. April 1935 zum Hauptmann befördert. Von August 1935 bis Juni 1937 absolvierte er den Generalstabslehrgang an der Kriegsakademie in Berlin. Währenddessen hatte er Truppenkommandos beim Artillerieregiment 26 in Köln, beim Kampfgeschwader Boelcke in Hannover, beim Panzerregiment 2 in Neuhammer und bei der Nachrichtenabteilung des X. Armeekorps. Von Juli 1937 bis Oktober 1939 war er Dritter Generalstabsoffizier/Abwehroffizier (Ic/AO) des Generalkommandos X in Hamburg, wo er am 1. Juni 1936 zum Major ernannt wurde und mit der er am Überfall auf Polen teilnahm.
Nach dem Polenfeldzug wechselte Crome als Erster Generalstabsoffizier (Ia) zur 33. Infanterie-Division, mit der er in der Eifel, in Belgien und in Frankreich an der Somme war. Ab Oktober 1940 war er Ic beim Militärbefehlshaber in Frankreich in Paris, wo er am 1. März 1942 zum Oberstleutnant ernannt wurde, und ab Juni 1942 Chef des Generalstabes des XXXXII. Armeekorps auf der Krim. Im November und Dezember 1942 kurzzeitig in der Führerreserve, wurde er Chef des Generalstabes des IV. Armeekorps und Oberst, wo er an der Schlacht von Stalingrad teilnahm. Dort geriet er im Februar 1943 in sowjetische Kriegsgefangenschaft, in der er zwölf Jahre und acht Monate verbrachte. Im Oktober 1955 wurde er als eine der letzten deutschen Kriegsgefangenen freigelassen. Die folgenden Monate verbrachte er mit der Wiederherstellung seiner Gesundheit.
Im Oktober 1956 trat er als Angestellter in den Bundesnachrichtendienst ein, wo er den Decknamen Cappel führte. Hier wurde er als Nachfolger des ehemaligen Generals der Gebirgstruppe August Winter Leiter der Organisation 432 (Agenten- und Führungsfunk; Funkaufklärung). Am 11. Mai 1957 wurde er, unterErnennung zum Oberst und Verbleib beim Bundesnachrichtendienst, in ein Wehrdienstverhältnis berufen. Im Juni und August 1957 war er kurzzeitig Stabsoffizier beim Oberbefehlshaber Allied Land Forces Central Europe der NATO, General Hans Speidel, in Fontainebleau. Danach kehrte er zum Bundesnachrichtendienst zurück, wo er am 21. Dezember 1959 zum Brigadegeneral ernannt wurde. Im Februar 1961 wurde er Abteilungsleiter im Bundesnachrichtendienst und mit Ablauf des September 1962 in den Ruhestand versetzt.
Sein Sohn Hans-Henning Crome (* 1931), Deckname Castrop, kam ebenfalls wie sein Vater zum Bundesnachrichtendienst und wurde dort bis zum Direktor befördert und war dort unter anderem Leiter der Organisationseinheit 85.

## Auszeichnungen
- Juni 1040: Eisernes Kreuz I. Klasse
- 10. September 1962: Großes Verdienstkreuz des Verdienstordens der Bundesrepublik Deutschland